# Cartelismo

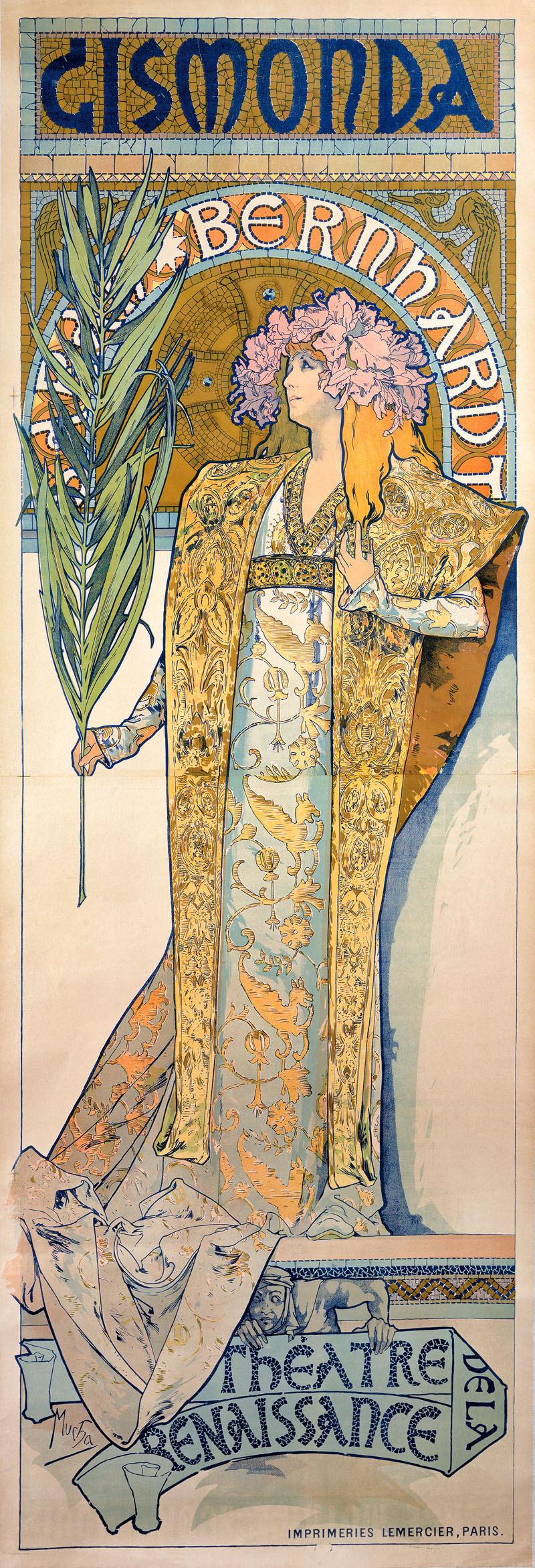
Gismonda, de Alfons Mucha.

Cartelismo es la especialidad de las artes gráficas que consiste en la realización de carteles. Cartelista es el artista con esta especialidad, cuya ubicación dentro de la clásica denominación de "pintor" es problemática. Es habitual también la utilización de los términos franceses affichisme y affichiste (de affiche, "cartel" -el término "poster" se utiliza para los carteles que han perdido su inicial función publicitaria para pasar a ser esencialmente un medio de expresión artístico-).
A finales del siglo XIX, con la aplicación de la litografía y la utilización del color, que permitieron ilustrar de un modo vibrante y con mayor impacto, el cartel logra un puesto dominante en la publicidad, como correspondía a la naciente sociedad de consumo de masas. Artistas gráficos como Jules Chéret (Maitres de l'Affiche, 1895-1900) o Alfons Mucha (que consiguió un enorme impacto en París con el cartel estilo art nouveau para Gismonda, obra de teatro protagonizada por Sarah Bernhardt el 1 de enero de 1895), así como otros provenientes de la pintura artística de soporte tradicional, como Henri de Toulouse-Lautrec (carteles para Moulin Rouge), comienzan a ser ampliamente conocidos por sus carteles promocionales de productos comerciales o espectáculos. El joven Charles Gesmar, protegido por Mistinguett a partir de 1916, llevará el arte del cartelismo a sus más altas cotas.

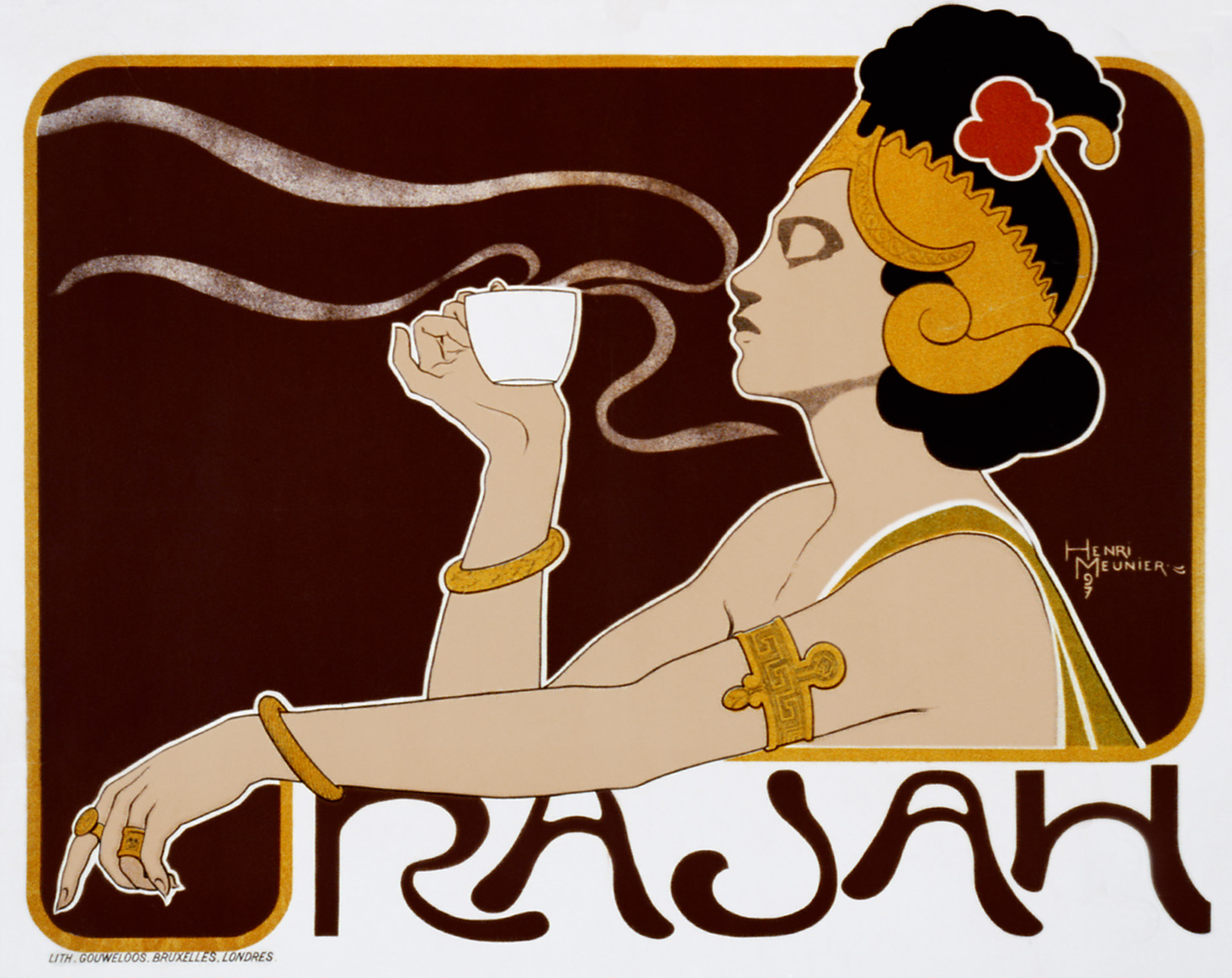
Cartel de Henri Meunier para el café Rajah.
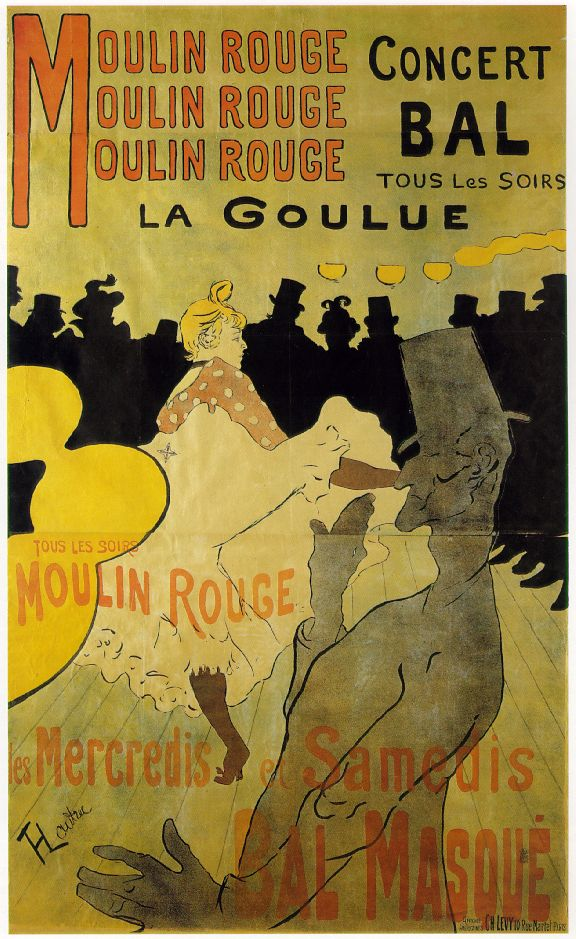
Cartel de Toulouse-Lautrec para el Moulin Rouge.
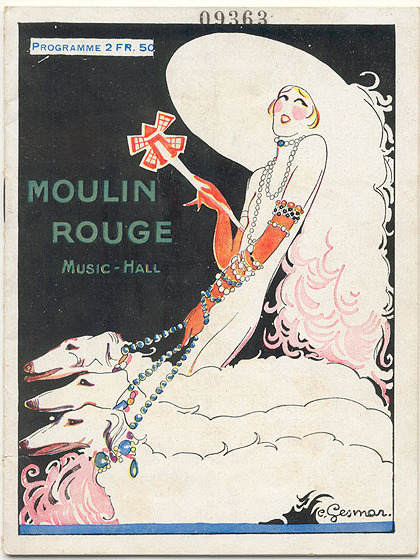
Cartel de Gesmar para el Moulin Rouge.
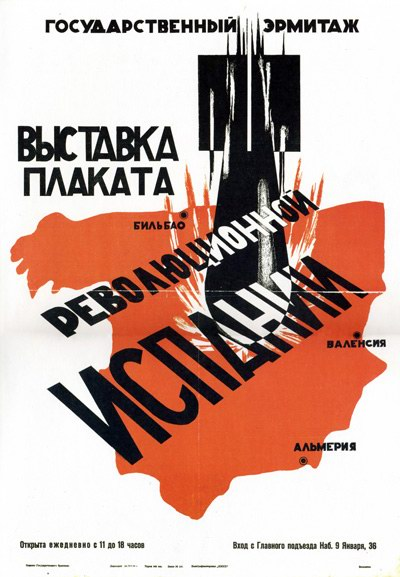
Cartel soviético en apoyo del bando republicano de la guerra civil española.
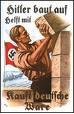
Cartel nazi.
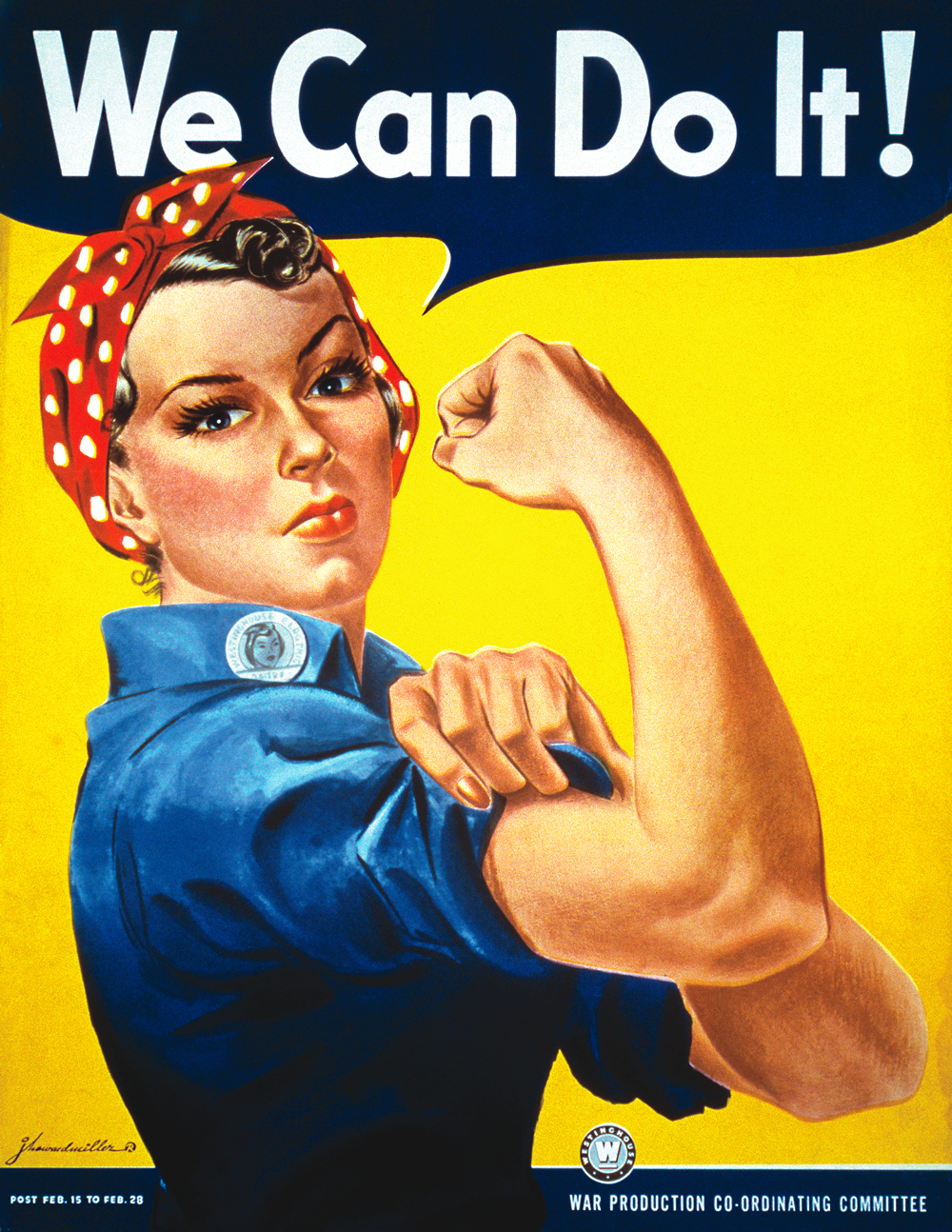
Cartel estadounidense sobre la contribución de la mujer al esfuerzo bélico.

Además de la cartelería publicitaria, existe una larga tradición de cartelería de propaganda política, que se utiliza con profusión durante las campañas electorales, donde impresos de todo tamaño (folletos, carteles y vallas publicitarias) divulgan las fotos de los candidatos, el logotipo de los partidos y los eslóganes electorales. El cartelismo político fue especialmente importante en la primera mitad del siglo XX, sobre todo durante el periodo de entreguerras (1914-1918). El cartelismo bélico fue muy utilizado en ambas guerras mundiales. Junto a estos, existió también el cartelismo asociado a movimientos sociales, como el de la lucha por el sufragio femenino.
La revolución soviética y los fascismos tuvieron en la propaganda política uno de sus principales medios de conectar con las masas, con lo que se interesaron extraordinariamente por el cartelismo (constructivismo soviético, arte nazi).
La guerra civil española supuso una oportunidad para la expresión en carteles de la propaganda de ambos bandos (Carlos Sáenz de Tejada, Josep Renau). 
Otros cartelistas destacados de la primera mitad del siglo XX serán Paul Iribe o Cassandre, formado por Raymond Savignac.
Con el nombre de afiches lacérées ("carteles desgarrados") Raymond Hains y Jacques Villeglé desarrollaron en 1957 una técnica de collage a partir del resultado visual del sucesivo arrancado y superposición de carteles callejeros.
En la década de 1960, con el pop art, los movimientos contraculturales y juveniles, se utilizaron ampliamente los carteles y pósteres.
Roman Cieslewicz (1930-1996) encabezó una escuela polaca de cartelistas muy original (sobre todo con carteles para el cine, obras de teatro y propaganda política para el partido comunista), que consigue bordear la censura y expresar un cierto existencialismo nihilista.